# Flora en fauna in Nederland

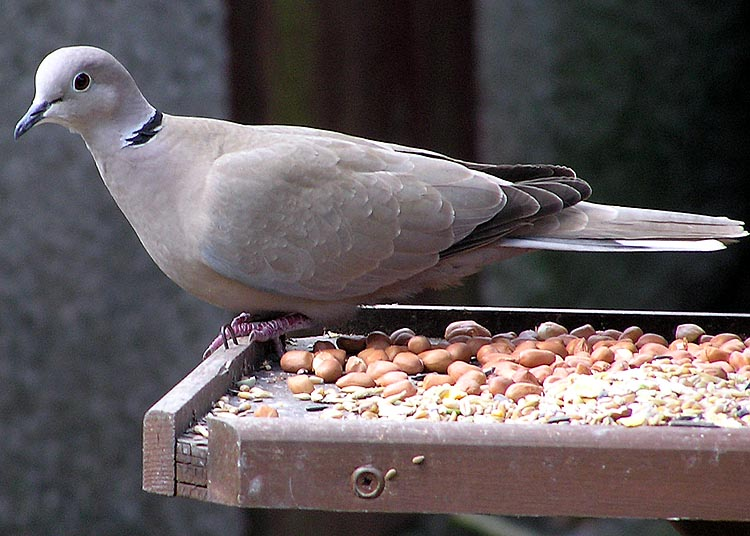
Pas sinds 1949 komt de Turkse tortel in Nederland voor.

De flora en fauna in Nederland vormen samen het totaal aan planten (flora en vegetatie) en dieren (fauna) die in Nederland voorkomen.

## Karakteristieken
Biogeografisch gezien behoort de flora en fauna van Nederland tot het holarctische rijk, en daarbinnen tot de Eurosiberische regio en de Atlantische provincie. In Nederland worden vijftien plantengeografische districten onderscheiden, die elk een eigen klimaat, bodemgesteldheid, waterhuishouding en eigen soorten hebben. 
In Nederland komen circa 1400 soorten hogere planten voor en 800 soorten mossen. Daarnaast zijn er nog duizenden soorten paddenstoelen (macrofungi) of andere schimmels, korstmossen en algen, ruim 50 soorten zoogdieren, zo'n 600 soorten broed- en trekvogels, tientallen vissoorten en duizenden ongewervelden. Ondanks de geringe afmetingen heeft Nederland toch endemische dieren (soorten en andere taxa die alleen in Nederland voorkomen), zoals een ondersoort van de grote vuurvlinder (Lycaena dispar batava) en een ondersoort van de Microtus oeconomus arenicola.
Door de ligging in Europa en het veelvuldige verkeer is er een regelmatige aanvoer van adventieven, die zich soms met enig succes als exoot kunnen vestigen, zoals de halsbandparkiet en de driehoeksmossel, en die in enkele gevallen als invasieve soort een plaag vormen, zoals de Japanse duizendknoop (Fallopia japonica). De soorten die hier voorkomen zijn bijna allemaal relatieve nieuwkomers (van na de IJstijden); zo zijn konijn, fazant en tamme kastanje in historische tijden ingevoerd. De hier algemene invasieve soorten zijn erg concurrentiekrachtig. Geregeld wordt geprobeerd soorten die hier zijn uitgeroeid opnieuw te introduceren, soms met succes zoals de raaf, de bever, en  de otter. 
De zeearend en de wolf hebben zich op eigen kracht gevestigd. Terugkeer van sommige roofdieren als de wolf en de lynx is controversieel.
De soortenarmoede (lage biodiversiteit) in Nederland is voor een deel te verklaren uit het intensieve grondgebruik, zoals landbouw, infrastructuur, industrie en verstedelijking door habitatfragmentatie, luchtvervuiling, bodemverontreiniging, overbemesting en verdroging. 
In de natuurgebieden is nog hogere biodiversiteit te vinden, zoals in de Natura 2000-gebieden en in gebieden van natuurbeschermingsorganisaties.

## Onderzoek
De Nederlandse flora en fauna vormen al eeuwen object van onderzoek. Oude verenigingen die zich hiermee bezig houden ontstaan in het midden van de negentiende zijn onder meer de Koninklijke Nederlandse Botanische Vereniging en de Nederlandse Entomologische Vereniging. Later kwamen daarbij de Koninklijke Nederlandse Natuurhistorische Vereniging (Vereniging voor veldbiologie), Nederlandse Jeugdbond voor Natuurstudie en de Nederlandse Mycologische Vereniging en veel later, in het tweede helft van de twintigste eeuw ontstonden organisaties als Sovon en Floron. 
Nederland is relatief soortenarm, deels als gevolg van de IJstijden en deels vanwege de eenvormige geografie. Van de hogere plantensoorten komt de helft uitsluitend voor in twee uitzonderlijke gebieden: Zuid-Limburg en Oostvoorne. Het meest belangrijke natuurgebied is de Waddenzee, of, als alleen het landoppervlak beschouwd wordt, het duingebied. Hoewel er sinds circa 1990 'nieuwe natuur' wordt aangelegd, zoals de Oostvaardersplassen, hebben menselijke activiteiten door ontginningen, wegenaanleg, landbouw, (ontwatering, luchtvervuiling en vermesting) netto een negatief effect gehad op de soortenrijkdom.

## Fauna
Nederland kent geen endemische diersoorten -d.w.z. soorten die uitsluitend in dit land voorkomen-, wel enkele endemische ondersoorten.

### Reptielen

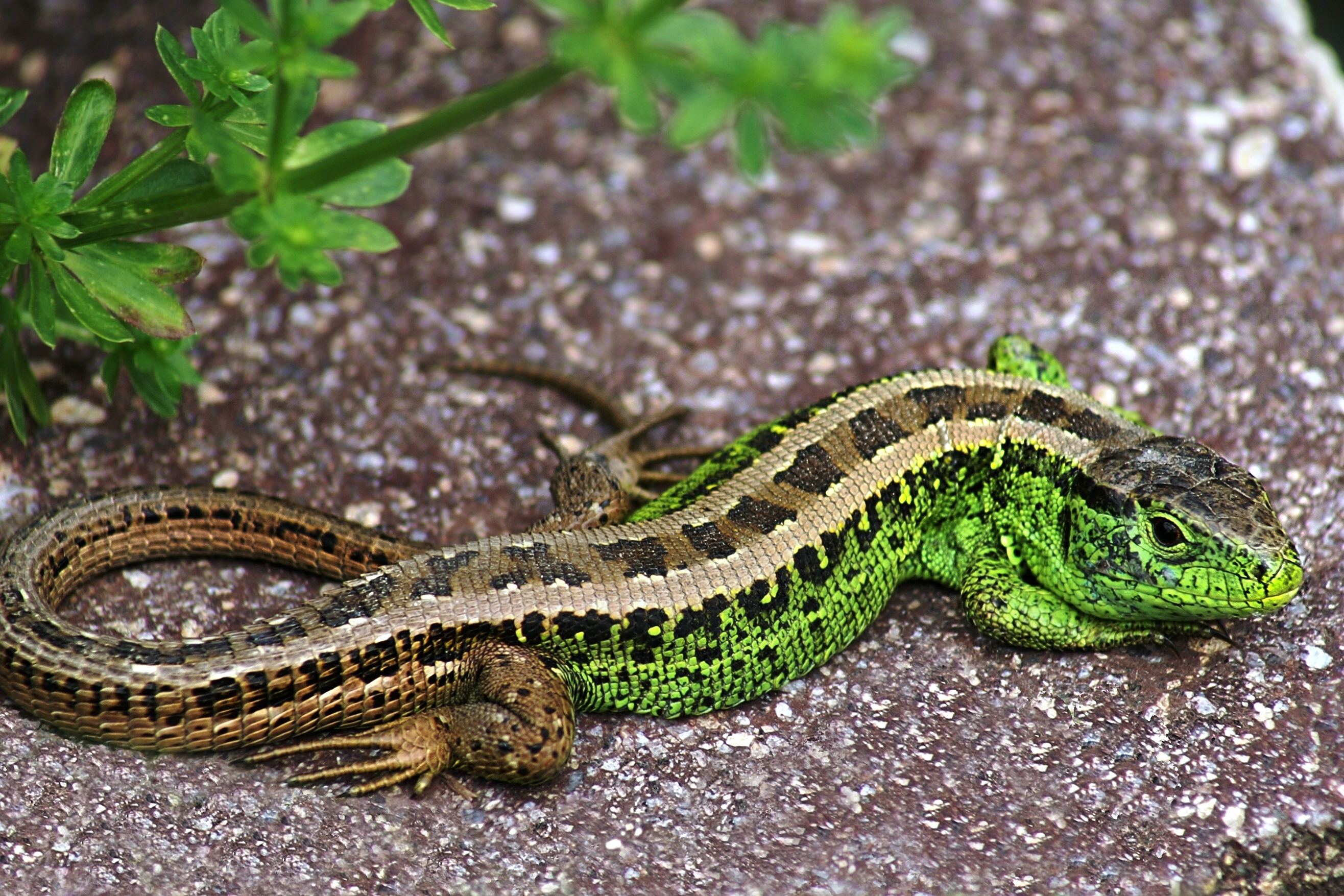
De zandhagedis komt in Nederland veelal in de duinen voor, hier een mannetje.

In Nederland komen acht soorten reptielen voor: drie soorten slangen en vijf soorten hagedissen. Als men in Nederland een slang treft, is de kans het grootst dat het gaat om een ringslang. De ringslang is niet giftig en is sterk aan water gebonden, de slang jaagt langs de oever op kikkers. De adder is minder algemeen en leeft in drogere omgevingen zoals bosranden en heidevelden. De adder is de enige giftige Nederlandse slang, maar het aantal gerapporteerde beten is verwaarloosbaar klein. Ten slotte is de gladde slang in Nederland inheems, dit is de minst algemene soort. De gladde slang jaagt voornamelijk op hagedissen en kleine zoogdieren. Alle slangen zijn in aantal het sterkst geconcentreerd rond de Veluwe en het Drents Plateau.
De levendbarende hagedis is de meest voorkomende hagedis, deze soort is te vinden in grote delen van Nederland en leeft in relatief vochtige graslanden en heidevelden. De zandhagedis is voornamelijk algemeen in het kustgebied in de duinen en is daarnaast aan te treffen rond de Veluwe en het Drents Plateau. Ook de hazelworm is ondanks het slang-achtige uiterlijk een hagedis en komt veel voor in het midden en zuiden van Nederland. De muurhagedis ten slotte komt alleen voor in zuidelijk Limburg op de stadswallen van Maastricht. Er zijn wel enkele andere waarnemingen bekend maar dit zijn waarschijnlijk uitgezette exemplaren of dwaalgasten.
Schildpadden komen van nature niet voor in Nederland, alleen de Europese moerasschildpad wordt soms gezien. Waarnemingen zijn bekend uit de buurt van Nijmegen en Venlo, maar deze exemplaren zijn dwaalgasten uit Duitsland. Verschillende uitgezette soorten kunnen zich in Nederland wel handhaven, maar niet voortplanten, het betreft verschillende soorten maar vooral genoemd worden de roodwangschildpad en de bijtschildpad. Een andere vermeldenswaardige soort is de lederschildpad, die niet langs de Nederlandse kust voorkomt maar heel zelden aanspoelt. In 2009 echter werden kort na elkaar twee exemplaren aangetroffen, een dood dier langs de kust van Den Helder en een jong, nog levend exemplaar werd gezien tussen Den Helder en Texel.
Alle inheemse reptielen hebben één ding met elkaar gemeen; ze leven in een gebied waar de temperaturen eigenlijk te laag zijn om zich voort te kunnen planten middels eieren die begraven worden in de bodem. De meeste Nederlandse reptielen zijn om deze reden eierlevendbarend; ze produceren wel eieren, maar de embryo's ontwikkelen zich volledig in het moederlichaam. Pas als de eieren uitkomen in het lichaam van het moederdier worden de jongen 'levend geboren'. De zandhagedis is een uitzondering en ontwikkelt wel eitjes die na twee tot drie maanden uitkomen. De zandhagedis is daardoor alleen te vinden op zonbeschenen plaatsen zoals duinen en zandverstuivingen waar de temperatuur van de bodem hoog genoeg is voor de embryo's om zich te kunnen ontwikkelen. De eveneens eierleggende ringslang gebruikt hopen plantaardig materiaal waarin de eieren worden afgezet, de temperatuur van deze zogenaamde broedhopen wordt verhoogd door broei.

### Amfibieën

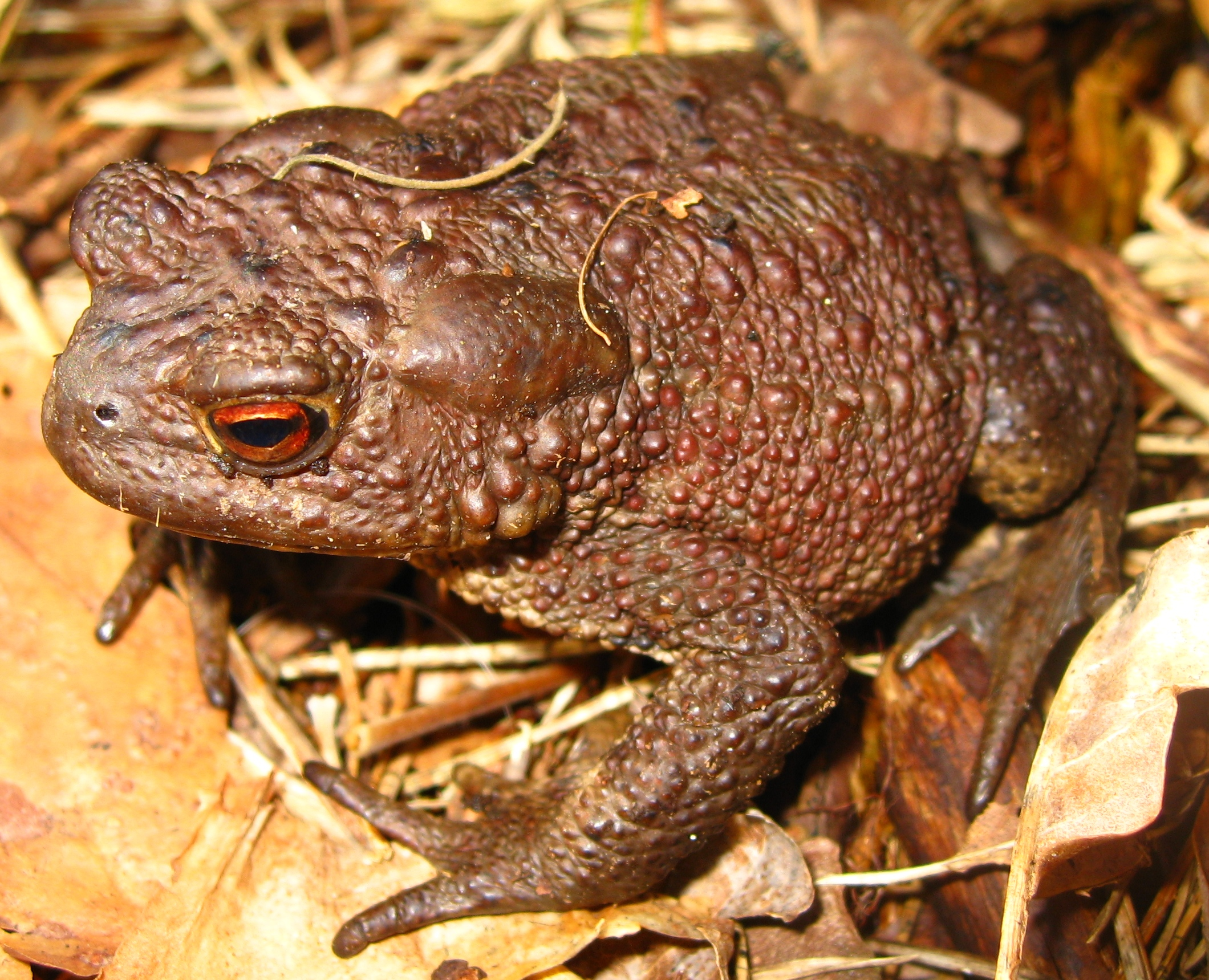
De gewone pad is in Nederland een vrij algemene soort.

In Nederland komen 14 soorten amfibieën voor; 5 salamanders en 9 kikkers en padden. Van de salamanders heeft de kleine watersalamander het grootste verspreidingsgebied en komt door heel het land voor. Het is de enige salamander die op de Waddeneilanden voorkomt. De alpenwatersalamander komt voornamelijk in het zuiden voor hoewel er ook wel populaties verspreid over de rest van het land bekend zijn. De kamsalamander heeft een grotere verspreiding maar is in het zuiden niet zo algemeen als de alpenwatersalamander. De vinpootsalamander is alleen in (voornamelijk westelijk) Brabant en in Limburg te vinden. Ten slotte komt de vuursalamander van nature in Nederland voor, zij het alleen in het zuiden van Limburg. Van de Italiaanse kamsalamander zijn populaties bekend uit westelijk Gelderland, maar deze dieren zijn uitgezet.
Bekende kikkers en padden die in Nederland leven zijn de bruine kikker en de gewone pad, die vrij algemeen voorkomen. De heikikker, de bastaardkikker en de poelkikker zijn minder algemeen maar niet zeldzaam. Andere soorten als de vroedmeesterpad, de boomkikker en de rugstreeppad zijn vrij zeldzaam. De geelbuikvuurpad komt alleen in zuidelijk Limburg voor.
Sommige kikkers, zoals de bruine kikker en de gewone pad, gedijen goed omdat het generalisten zijn die zich in verschillende omgevingen thuis voelen. Andere zijn aan te merken als typische pioniersoorten, zoals de rugstreeppad en de knoflookpad, die zich in ondergelopen weilanden en andere tijdelijke wateren kunnen voortplanten.